# Новорыжково
Новорыжково — посёлок в Сосковском районе Орловской области России.
Входит в состав муниципального образования Рыжковского сельского поселения.

## География
Расположен на автомобильной дороге южнее посёлка Малорыжково и северо-восточнее административного центра поседения — села Рыжково, на левом берегу реки Крома.
Просёлочная дорога связывает Новорыжково с посёлком Малорыжково.

## История
По состоянию на 1927 год посёлок принадлежал Астаховскому сельскому совету Сосковской волости Орловского уезда. Его население составляло 79 человек (45 мужчин и 34 женщины) при 11 дворах.

## Население
| 2010 |
| ---- |
| 35   |